# Manoel Demósthenes Barbo de Siqueira
Manoel Demósthenes Barbo de Siqueira (Jaraguá, 15 de abril de 1909 – Goiânia, 7 de abril de 2001) foi um engenheiro, professor, jornalista e político brasileiro. Ocupando o cargo de Deputado estadual por Goiás de 1951 até 1955.

## Biografia
Manoel Demósthenes Barbo de Siqueira nasceu em 15 de abril de 1909 na cidade de Jaraguá, interior de Goiás. Filho de Diógenes Barbo e Hosana Gomes de Siqueira, formou-se pela Escola de Engenharia Civil e de Minas de Ouro Preto em 1936.
Em 1940, Manoel foi nomeado prefeito do município de Anápolis, cargo que ocupou até 1943. Posteriormente, em 1951, elegeu-se deputado estadual pelo estado de Goiás. Além disso, ele foi Diretor do Banco do Estado de Goiás e Secretário do Governo do Distrito Federal.
Ele também foi engenheiro-chefe das obras da construção de Goiânia e um dos fundadores da Escola de Engenharia do Brasil Central (atual Escola de Engenharia da UFG) em 1952.
Manoel foi casado com Elsa de Castro Ribeiro e teve seis filhos Alberto Gladstone, Denise, Regina, Roberto Rogério, Gilberto George e Lenora de Castro Barbo.

## Livros
- Capitalismo e Dividendo Social.[3]
- Estudos Sobre a Nova Capital do Brasil.[3]
- Organização do mercado interno: formação de uma elite agrária

## Homenagens
- Estádio Doutor Manoel Demóstenes Barbo de Siqueira, Anápolis - GO.[4]
- Praça Manoel Demóstenes, Bairro Jundiaí, Anápolis - GO.